# Mark Regan
Mark Peter Regan (Bristol, 28 de enero de 1972) es un entrenador y exrugbista británico que se desempeñaba como hooker. Fue internacional con la Rosa de 1995 a 2008 y se consagró campeón del mundo en Australia 2003.

## Biografía
Luego de retirarse como jugador, se convirtió en técnico e inició como segundo entrenador en los Bristol Bears. Actualmente dirige al Clifton Rugby Club de su ciudad natal, ha logrado ganar el título de South West One y consiguió el subcampeonato de la Copa EDF.
Fuera del rugby es inversor y asesor en el mercado inmobiliario, habiendo trabajado para las empresas Midas Estates y Property Investment Plan. Está casado con María y tienen dos hijos.

## Carrera
Debutó en la primera de los Bristol Bears en 1991, cuando el rugby union era un deporte aficionado y se convirtió en profesional junto con el rugby; para la temporada 1996–97. Al finalizar la competición, fue adquirido por el entonces poderoso Bath Rugby.
En Bath se unió a las estrellas Mike Catt, Ben Clarke, Jeremy Guscott, el argentino Federico Méndez y Victor Ubogu. Ganó la Copa Heineken 1997–98 y hasta 2023 sigue siendo la única victoria en la Copa de Campeones.

### Leones
En 1997 el escocés Ian McGeechan lo convocó a los Leones Británicos e Irlandeses para integrar la gira por Sudáfrica, como suplente del irlandés Keith Wood. Solo jugó la prueba final ante los Springboks y no marcó tries.

### Años 2000
A fines de la temporada 1999–00 resurgió como jugador, convirtió su sobrepeso en musculatura y mejoró su lanzamiento de line-out, que había sido criticado por demasiado inconsistente. Al finalizar la temporada el Bath lo eligió forward del año.
En 2002 fue comprado por Leeds Tykes y rápidamente se convirtió en una figura central en Headingley, siendo un favorito del público. Ganó la Anglo-Welsh Cup de 2004-05, en total anotó seis tries y jugó 69 partidos.
En 2005 decidió regresar a los Bristol Bears recién ascendidos, para ayudarlos a mantener la categoría y se retiró allí a los 37 años en 2009. A fines de 2007 fue seleccionado para capitanear a los Barbarians contra Sudáfrica y el club le negó el permiso, ignoró la orden y jugó de todos modos.

## Selección nacional
Jack Rowell lo convocó a la Rosa por vez primera en noviembre de 1995, como sucesor del retirado Brian Moore y debutó siendo titular contra los Springboks. Jugó el Torneo de las Cinco Naciones 1996, resultando campeón y se afianzó en la selección.
Clive Woodward lo dejó de seleccionar tras el Torneo de las Cinco Naciones 1998, prefiriendo en su lugar a Richard Cockerill, Phil Greening y Neil McCarthy. Regresó a la selección dos años después, en junio de 2000, para jugar ante Sudáfrica y tras mejorar su condición física.
Se ganó un lugar para el Torneo de las Seis Naciones 2001, resultando campeón y desde allí disputó el puesto con Phil Greening, el veterano Dorian West y el joven Steve Thompson. Una lesión lo dejó afuera durante 2002, pero volvió recuperado para el Seis Naciones 2003; resultando campeón y no perdió su lugar más.

### Regreso

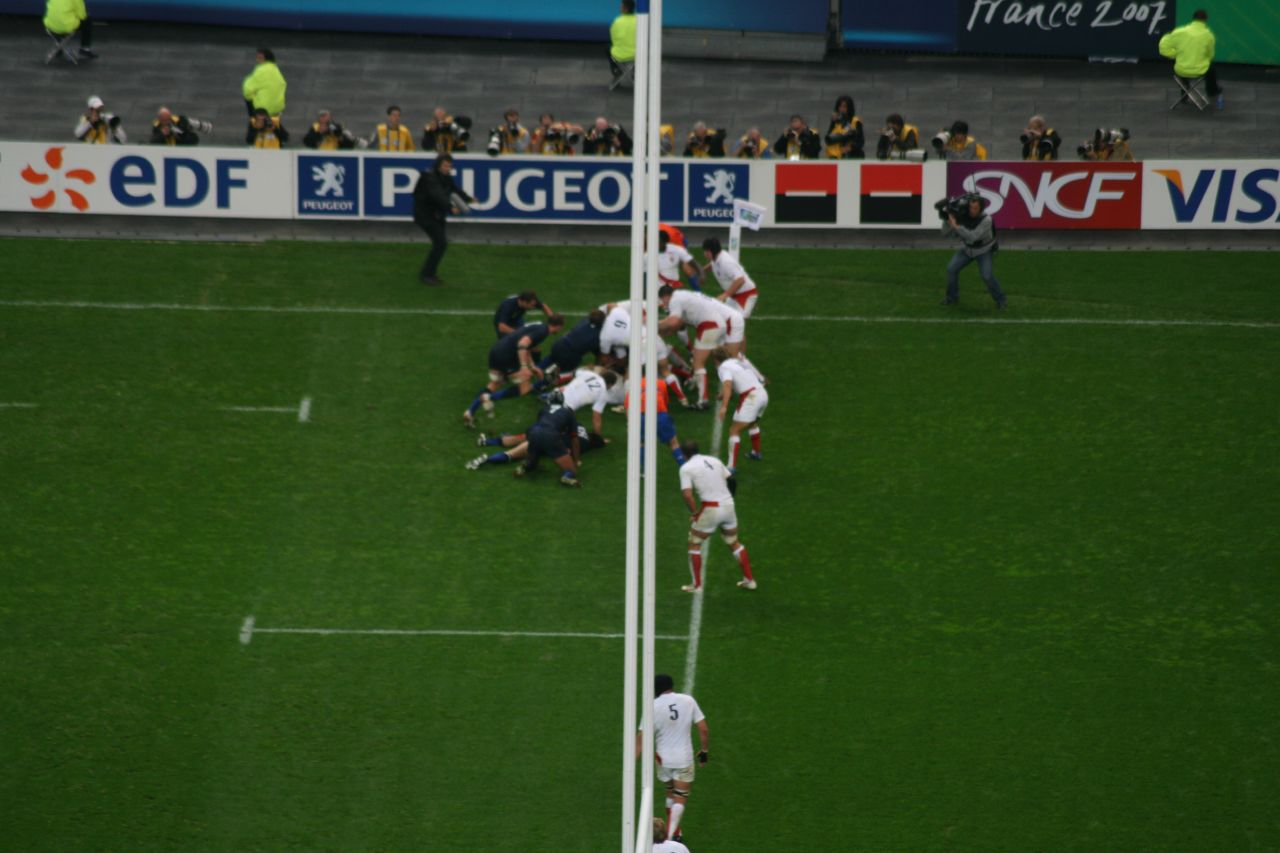
La Rosa vs. Les Bleus en Francia 2007.

Anunció su retiro internacional al terminar las pruebas de mitad de año 2004, tenía 32 años. El nuevo técnico Brian Ashton, lo convocó nuevamente para las pruebas de mitad de año 2007 porque no quería a Steve Thompson y regresó con 35 años.
En su última etapa internacional demostró ser el mejor 2 inglés, sin contar a Thompson, ganándoles la titularidad a George Chuter y Lee Mears. Sus últimas pruebas sucedieron en el Torneo de las Seis Naciones 2008 y allí el entrenador francés Marc Lièvremont, molesto por la derrota 13–24 en Saint-Denis, describió a Regan como «un payaso grotesco».

### Participaciones en Copas del Mundo
Woodward lo convocó a Australia 2003 como suplente, detrás del titular Steve Thompson y adelante del reserva Dorian West. Jugó ante Georgia (suplente, marcó un try) y Samoa como titular.
| Mundial                       | Sede      | Resultado  | PJ | Tries |
| ----------------------------- | --------- | ---------- | -- | ----- |
| Copa Mundial de Rugby de 2003 | Australia | Campeón    | 2  | 1     |
| Copa Mundial de Rugby de 2007 | Francia   | Subcampeón | 5  | 0     |

Ashton lo llevó a Francia 2007 como titular indiscutido, formando la primera línea con Andrew Sheridan y el capitán Phil Vickery.